# Toxomerus teliger
Toxomerus teliger är en tvåvingeart som först beskrevs av Fluke 1953.  Toxomerus teliger ingår i släktet Toxomerus och familjen blomflugor. Inga underarter finns listade i Catalogue of Life.